# 查特奧克鎮區 (愛荷華州克勞福德縣)
查特奧克鎮區（英語：Charter Oak Township）是位於美國愛荷華州克勞福德縣的一個行政鎮區。

## 地方資料
根據2010年美國人口普查的數據，查特奧克鎮區的面積為92.50平方千米，當中陸地面積為92.46平方千米，而水域面積為0.04平方千米。當地共有人口757人，而人口密度為每平方千米8.18人。